# Dödssynden
Dödssynden (originaltitel: To Kill a Mockingbird), även utgiven med titeln Att döda en härmtrast, är en roman från 1960 av Harper Lee. Den blev snabbt populär och vann Pulitzerpriset 1961. Den har därefter kommit att bli en modern amerikansk klassiker. Handlingen och romanfigurerna är löst baserade på författarens iakttagelser av familj och grannar samt på en händelse som inträffade i närheten av hennes hemstad när hon var i tioårsåldern. 
Romanen är känd för sin värme och humor, trots att den behandlar allvarliga problem som våldtäkt och ojämlikhet mellan folkgrupper. Berättarens far, Atticus Finch, har fungerat som en moralisk hjälte för många läsare och som en förebild för advokater vad gäller integritet. Enligt en kritiker är "Dödssynden förmodligen den mest lästa boken under 1900-talet om amerikanska rasfrågor, och dess huvudkaraktär, Atticus Finch, har blivit den mest bestående bilden i fiktionen av ras och hjältemod."
Dödssynden var under 55 år Lees enda publicerade roman, och hon avstyrde all personlig publicitet alltsedan 1964. Den 29 juli 2015 utkom Lees andra roman Ställ ut en väktare.

## Handling
Berättelsen utspelar sig under tre år under den stora depressionen i den fiktiva "trötta gamla staden" Maycomb i Alabama. Berättaren, åtta år gamla Scout Finch, lever med sin storebror Jem och fadern Atticus, en medelålders advokat. Modern är död. Jem och Scout blir vänner med en pojke vid namn Dill, som bor hos sin moster i Maycomb över sommaren. De tre barnen är livrädda för och fascinerade av sin granne, enstöringen "Boo" Radley. De vuxna i Maycomb pratar helst inte om Boo, och under många år är det ytterst få som ser honom. Barnen späder på varandras fantasier med rykten om att Radley setts och anledningar till att han gömmer sig, och de fantiserar om hur man ska få ut honom ur huset. Efter två somrar med Dill upptäcker Scout och Jem att någon lämnar små presenter åt dem i ett träd utanför Radleys hus. Flera gånger gör Boo tillgivna gester gentemot barnen, men visar sig till deras besvikelse aldrig.
Atticus tillsätts av domstolen för att försvara Tom Robinson, en svart man som är åtalad för våldtäkt på Mayella Ewell, en ung vit kvinna. Även om många av invånarna i Maycomb misstycker går Atticus med på att försvara Tom efter bästa förmåga. Andra barn pikar Jem och Scout för det Atticus gör, och kallar honom "nigger-lover" (ungefär negerälskare). Scout är frestad att försvara sin fars heder genom att slåss, även om han ber henne att inte göra så. Atticus själv stöter på en grupp män som tänker lyncha Tom. Hotet avvärjs när Scout, Jem och Dill får männen att skämmas, genom barnens redogörelse över hur situationen ser ut från Atticus och Toms synvinkel.
Då Atticus inte vill att de är med vid Tom Robinsons rättegång bevittnar Scout, Jem och Dill den i hemlighet från de färgades läktare. Atticus menar att anklagarna - Mayella och hennes far Bob Ewell, stadens fyllo - ljuger. Det står även klart att den värnlösa Mayella gjorde sexuella närmanden mot Tom och hennes far upptäckte henne. Trots flera bevis på Toms oskuld dömer juryn honom. Både Jems och Atticus tro på rättvisan får sig en kraftig törn då en helt förtvivlad Tom blir ihjälskjuten när han försöker fly från fängelset.
Bob Ewell, som känner sig förödmjukad av rättegången, svär att hämnas. Han spottar Atticus i ansiktet när de möts, försöker bryta sig in i domarens hus och plågar Tom Robinsons änka. Slutligen attackerar han de försvarslösa Jem och Scout när de går hem under en mörk kväll från skolans halloweenparad. Jem bryter armen i kampen, men mitt i uppståndelsen kommer någon till barnens räddning. Den mystiska mannen bär hem Jem, och Scout förstår att det är Boo Radley.
Maycombs sheriff upptäcker att Bob Ewell har dödats i kampen. Sheriffen och Atticus diskuterar det förnuftiga och etiska i att hålla Jem eller Boo ansvarig. Atticus går till slut med på att intyga sheriffens berättelse: att Ewell helt enkelt föll på sin egen kniv. Boo ber Scout att följa honom hem, och sedan hon sagt godnatt till honom vid ytterdörren försvinner han igen. När Scout står vid Radleys veranda föreställer hon sig livet ur Boos perspektiv och ångrar att de aldrig återgäldade de gåvor han gav dem.

## Biografisk bakgrund och utgivning
Harper Lee föddes 1926 och växte upp i den amerikanska Södern, i Monroeville, Alabama, där hon kom att bli nära vän med den kände författaren Truman Capote. Hon gick på Huntingdon College i Montgomery (1944–45) och studerade därefter juridik vid University of Alabama (1945–49). Under collegetiden skrev hon för litteraturtidningar på campus: Huntress på Huntingdon och humortidningen Rammer Jammer vid University of Alabama. På båda collegen skrev hon noveller och andra verk om rasdiskriminering, ett ämne som sällan nämndes på sådana skolor vid den tiden. 1950 flyttade Lee till New York, där hon arbetade som tjänsteman på British Overseas Airways Corporation. Där började hon skriva en samling essäer och noveller om människor i Monroeville. Lee, som hoppades bli publicerad, visade 1957 sina noveller för en litterär agent som Capote rekommenderade. En utgivare på J. B. Lippincott rådde henne att sluta på flygbolaget och koncentrera sig på författarskapet. Donationer från vänner gjorde att hon kunde skriva oavbrutet i ett år.
Sammanlagt arbetade Lee två och ett halvt år med att skriva Dödssynden. National Endowment for the Arts beskriver att Lee vid ett tillfälle blev så frustrerad att hon kastade ut manuskriptet genom fönstret ner i snön. Hennes agent fick henne att hämta det. Boken utgavs den 11 juli 1960. Den kallades först Atticus, men Lee döpte om boken då hon ansåg att den handlade om mer än bara en romanfigur. Utgivningsteamet på Lippincott förvarnade Lee om att hon förmodligen bara skulle sälja några tusen exemplar. 1964 beskrev Lee vad hon hoppades vid utgivningen: "jag förväntade aldrig mig någon framgång alls med boken ... Jag hoppades på en snabb och fredlig död i händerna på recensenterna, men samtidigt hoppades jag att någon skulle gilla den tillräckligt för att ge mig uppmuntran. Offentlig uppmuntran. Jag hoppades för lite, som jag sa, men fick snarare en hel del, och det var på vis och sätt lika skrämmande som den avrättning jag hade förväntat mig" Istället för en "snabb och fredlig död" valde Reader's Digest Condensed Books att nytrycka boken i delar, vilket omedelbart gav den en stor läsarskara. Sedan den ursprungliga utgivningen har den ständigt varit i tryck.
I februari 2015 tillkännagav Lees förlag, Penguin Random House, att en hittills outgiven roman av Lee, Go Set a Watchman (svensk titel: Ställ ut en väktare) skulle publiceras i juli, 55 år efter debutromanen. Enligt förlaget rör det sig om ett manuskript skrivet före Dödssynden som utspelar sig när Scout är i vuxen ålder. Lee ska på förläggarens inrådan ha övergivit detta manus för att istället berätta historien om Scouts barndom, det som senare blev Dödssynden. Manuset återfanns bland den 88-åriga Lees papper efter att länge antagits ha varit försvunnet.

## Stil och mottagande
Dödssynden är en sydgotisk bildningsroman som behandlar teman som rasdiskriminering och förlorad oskuld. Den sägs också ta upp klasstillhörighet, mod, medmänsklighet och könsroller i den amerikanska djupa södern. I flera engelskspråkiga länder ingår boken i skolans läroplan som en berättelse om tolerans och fördomar. Å andra sidan har det också förekommit kampanjer för att ta bort boken ur undervisningen på grund av att den innehåller nedsättande rasepitet som ”n-ordet”. Det har påpekats att romanens svarta romanfigurer är ofullständigt porträtterade och kan tolkas tvetydigt.
Harper Lee kombinerar barnets (Scouts) samtida upplevelser med en kvinna som ser tillbaka på sitt liv. Ibland är blandningen så häpnadsväckande att den har fått vissa recensenter att ifrågasätta Scouts ovanligt svåra vokabulär och djupa insikter.
Mottagandet har varierat mycket beroende på utgåva. Få litterära analyser av verket har gjorts jämfört med hur mycket den har sålt och använts i undervisningen. Författaren Mary McDonough Murphy – som samlat in personliga intryck från flera författare och offentliga personer – kallar boken "ett häpnadsväckande fenomen." Brittiska bibliotekarier placerade 2006 romanen före bibeln i en lista över de böcker "varje vuxen borde läsa innan de dör." Romanen filmatiserades 1962. Filmen, som regisserades av Robert Mulligan, vann tre Oscars, bland annat för Bästa manliga huvudroll (Gregory Peck). Sedan 1990 har en pjäs baserad på romanen spelats årligen i Harper Lees hemstad Monroeville, Alabama.

## Filmatisering
Boken filmatiserades 1962 i regi av Robert Mulligan (svensk titel: Skuggor över Södern), med Gregory Peck i huvudrollen som Atticus Finch.